# Palazzo Salviati (Venedig)

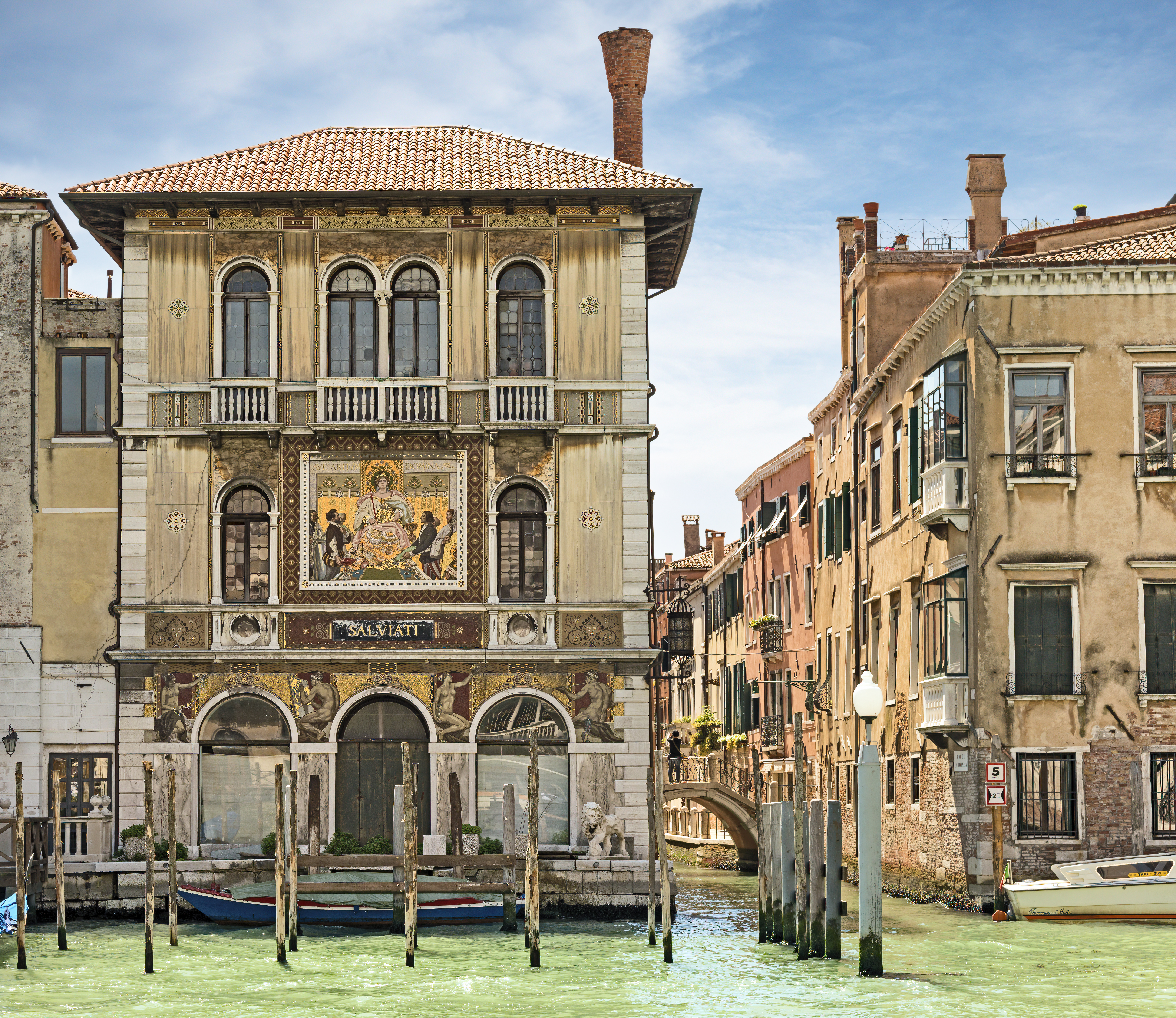
Palazzo Salviati

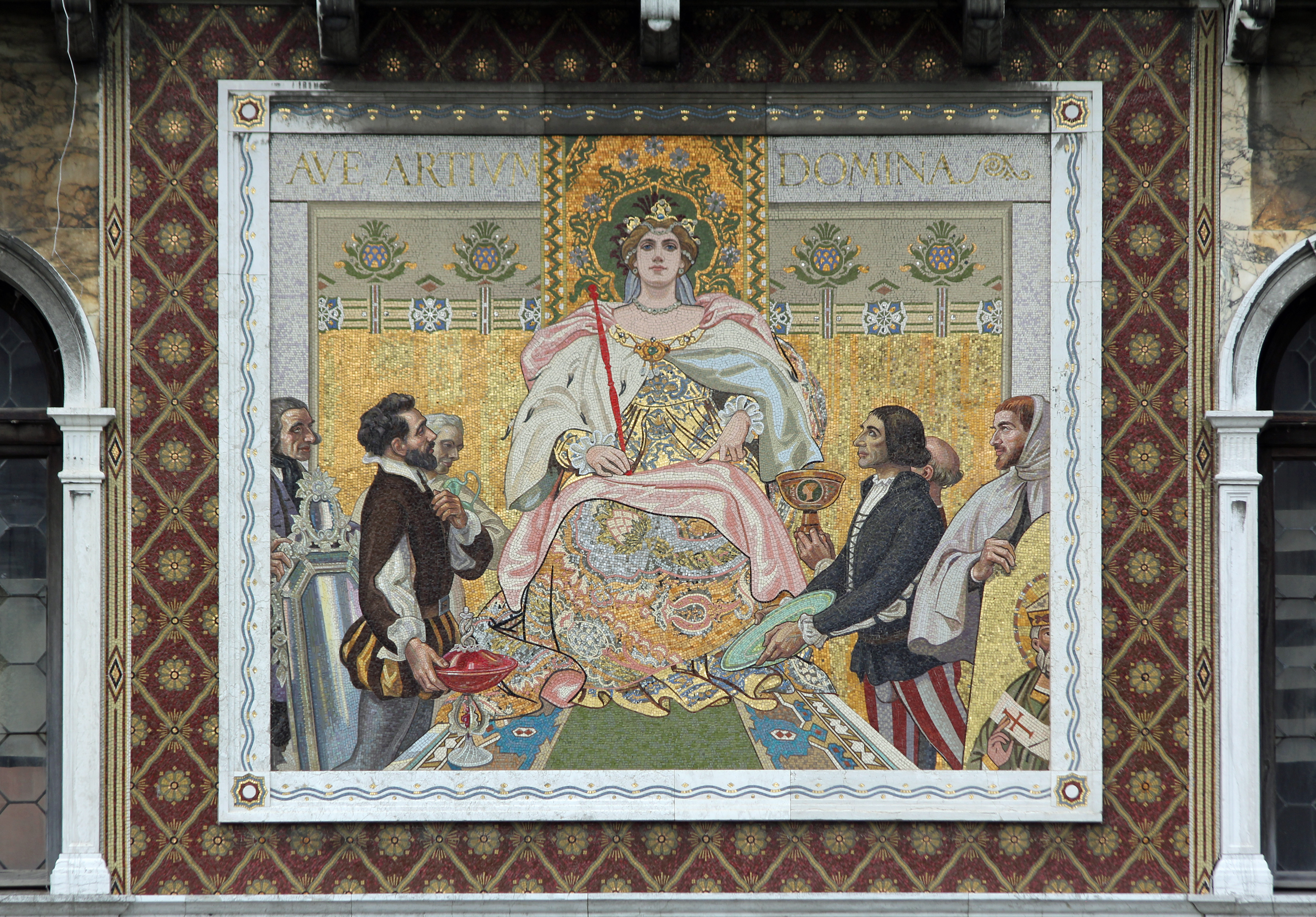
Mosaik in der Fassadenmitte

Palazzo Salviati ist ein Palast in Venedig in der italienischen Region Venetien. Er liegt im Sestiere Dorsoduro mit Blick auf den Canal Grande zwischen dem Palazzo Barbaro Wolkoff und dem Palazzo Orio Semitecolo Benzon.

## Geschichte
Das Gebäude wurde als Handelsgeschäft und Ofen der Glasfabrik Salviati in den Jahren 1903–1906 nach Plänen des Architekten Giacomo dell’Olivo errichtet. Die Fabrik wurde 1859 von Antonio Salviati gegründet. 1924 wurde der kleine Palast einer grundlegenden Restaurierung unterzogen, die in der Aufstockung um ein Geschoss und den Einbau eines großen Mosaiks in die Fassade – ähnlich dem im Palazzo Barbarigo – bestand.

## Beschreibung
Die ziemlich einfache Fassade wäre ohne jedes Interesse, wenn nicht das große Mosaik in der Mitte vorhanden wäre, das von zwei einzelnen Rundbogenfenstern flankiert ist. Dieses Schema wiederholt sich auch im darüberliegenden Stockwerk, wobei über dem Mosaik ein Doppelfenster eingebaut ist. Im Erdgeschoss liegen drei große Rundbogenöffnungen, deren mittlere das Portal zum Wasser ist. Über den Rundbögen ist ein Mosaikfries angebracht. Über dem darüber liegenden Gesims ist in einem weiteren Fries unter dem großen Mosaik des Hauptgeschosses der Name „Salviati“ eingesetzt.